# Sportwagenrennen Avellino 1933
Das Sportwagenrennen Avellino 1933, auch VI. Coppa Principe di Piemonte, Circuito di Avellino, fand am 6. August 1933 statt.

## Das Rennen
1931 und 1932 wurde das Sportwagenrennen auf dem 24,951 km langen Rundkurs in der Nähe von Avellino jeweils von Scuderia-Ferrari-Werksfahrern gewonnen. 1931 siegte Baconin Borzacchini und ein Jahr später war Tazio Nuvolari erfolgreich geblieben. Auch 1933 ging der Gesamtsieg an einen Scuderia-Piloten. Eugenio Siena wurde nach einer Fahrzeit von 2:44:43,800 Stunden als Sieger abgewinkt.

## Ergebnisse

### Schlussklassement
| 1           |  |  | Scuderia Ferrari | Eugenio Siena                   | Alfa Romeo 8C 2300MM | 2:44:43,800 |
| 2           |  |  |                  | Renato Balestrero               | Alfa Romeo 8C 2300MM | 2:44:59,800 |
| 3           |  |  |                  | Luigi Premoli                   | BMP 3000             | 2:46:58,600 |
| 4           |  |  |                  | Giovanni Maria Cornaggia Medici | Alfa Romeo 8C 2300   |             |
| 5           |  |  | XXX              | XXX                             |                      |             |
| 6           |  |  | XXX              | XXX                             |                      |             |
| 7           |  |  | XXX              | XXX                             |                      |             |
| 8           |  |  | XXX              | XXX                             |                      |             |
| 9           |  |  | XXX              | XXX                             |                      |             |
| Ausgefallen |  |  |                  |                                 |                      |             |
| 10          |  |  | Scuderia Ferrari | Guglielmo Carraroli             | Alfa Romeo 8C 2600MM |             |
| 11          |  |  |                  | Lelio Pellegrini Piero Taruffi  | Alfa Romeo 8C 2300MM |             |

### Nur in der Meldeliste
Zu diesem Rennen sind keine weiteren Meldungen bekannt.

### Klassensieger
Zu diesem Rennen sind keine Klassensieger bekannt.

### Renndaten
- Gemeldet: 11
- Gestartet: 11
- Gewertet: 9
- Rennklassen: unbekannt
- Zuschauer: unbekannt
- Wetter am Renntag: unbekannt
- Streckenlänge: 24,951 km
- Fahrzeit des Siegerteams: 2:44:43,800 Stunden
- Gesamtrunden des Siegerteams: 10
- Gesamtdistanz des Siegerteams: 249,510 km
- Siegerschnitt: 90,874 km/h
- Schnellste Trainingszeit: unbekannt
- Schnellste Rennrunde: Luigi Premoli - BMP 3000 (#-) - 15:89,900 - 93,576 km/h
- Rennserie: zählte zu keiner Rennserie